# Мауган ап Пасген
Мауган ап Пасген (валл. Mawgan ap Pasgen, также Морган валл. Morgan ap Pasgen и Мануган валл. Manоgan ap Pasgen; VI век) — король Поуиса в первой половине VI века, сын и наследник Пасгена.

## Биография
Если доказательства действительны, он правил в период, когда королевство Поуис распространялось на текущие границы Уэст-Мидлендс и является частью территории Британии, которая простиралась от Старого Севера до Корнуэлла. Согласно Ахресау Харли, сам Морган был одним из Каделлингов, потомков Каделла Дирнлуга, основателя королевства.
Морган стал властвовать после смерти своего отца, Пасгена. Его годы правления в подробностях неизвестны. Считается, что на троне ему наследовал Брохвайл Искитрог, по генеалогиям от Жезус Колледж он был его сыном. Согласно же Харлеанским генеалогиям, он был ему внуком, сыном его сына Кингена.
Харлеанские Генеалогии возглавляют генеалогию Поуиса с количеством родословных: Кинген/Кинан(читай Кинген) мап Маукант(читай Маукан)/Маукант мап Пасцент мап Категирн мап Каделл Дирнлуг. Соответствующая родословная из генеалогий от Жезус Колледж, исключает Кингена и продолжается в следующем виде: Мануган сын Пасгена сына Каделла Дирнлуга. У Питера Бартрума нет сомнений в том, что родословная должна вернуться к Каделлу Дирнлугу и Вортигерну, и что имя Вортигерна было преднамеренно подавлено. Известно, что Пасген и Категирн являются сынами Вортигерна. Вероятно Мануган был сыном Паскена сына Вортигерна.
Питер Бартрум объединяет его отца и Паскена сына Вортигерна в одну историческую личность..